# Plotheia basifascia
Plotheia basifascia är en fjärilsart som beskrevs av Walker 1865. Plotheia basifascia ingår i släktet Plotheia och familjen trågspinnare. Inga underarter finns listade i Catalogue of Life.